# Mariana Najdenova
Mariana Najdenova, coniugata Rusina (in bulgaro Мариана Найденова-Русина?; Pernik, 11 febbraio 1962), è un'ex cestista bulgara.

## Carriera
Con la Bulgaria ha disputato i Giochi olimpici di Seul 1988, i Campionati europei del 1989 e i Campionati mondiali del 1990.